# العلاقات الإندونيسية الغينية
العلاقات الإندونيسية الغينية هي العلاقات الثنائية التي تجمع بين إندونيسيا وغينيا.

## مقارنة بين البلدين
هذه مقارنة عامة ومرجعية للدولتين:
| وجه المقارنة                                              | إندونيسيا         | غينيا       |
| --------------------------------------------------------- | ----------------- | ----------- |
| المساحة (كم2)                                             | 1.90 مليون        | 245.86 ألف  |
| عدد السكان (نسمة)                                         | 263.99 مليون      | 12.72 مليون |
| الكثافة السكانية (ن./كم²)                                 | 138.94            | 51.74       |
| العاصمة                                                   | جاكرتا            | كوناكري     |
| اللغة الرسمية                                             | اللغة الإندونيسية | لغة فرنسية  |
| العملة                                                    | روبية إندونيسية   | فرنك غيني   |
| الناتج المحلي الإجمالي (بليون دولار)                      | 1.02 تريليون      | 10.50 مليار |
| الناتج المحلي الإجمالي (تعادل القوة الشرائية) بليون دولار | 2.85 تريليون      | 15.24 مليار |
| الناتج المحلي الإجمالي الاسمي للفرد دولار أمريكي          | 3.35 ألف          | 531         |
| الناتج المحلي الإجمالي للفرد دولار أمريكي                 | 10.52 ألف         | 1.22 ألف    |
| مؤشر التنمية البشرية                                      | 0.684             | 0.411       |
| رمز المكالمات الدولي                                      | +62               | +224        |
| رمز الإنترنت                                              | .id               | .gn         |
| المنطقة الزمنية                                           |                   | 00          |

## منظمات دولية مشتركة
يشترك البلدان في عضوية مجموعة من المنظمات الدولية، منها:
| علم المنظمة | اسم المنظمة                               | تاريخ انضمام إندونيسيا | تاريخ انضمام غينيا |
| ----------- | ----------------------------------------- | ---------------------- | ------------------ |
|             | مؤسسة التنمية الدولية                     | 20 أغسطس 1968          | 26 سبتمبر 1969     |
|             | يونسكو                                    | 27 مايو 1950           | 2 فبراير 1960      |
|             | وكالة ضمان الاستثمار متعدد الأطراف        | 12 أبريل 1988          | 5 أكتوبر 1995      |
|             | الأمم المتحدة                             | 28 سبتمبر 1950         | 12 ديسمبر 1958     |
|             | الفريق المعني برصد الأرض                  | ?                      | ?                  |
|             | الاتحاد البريدي العالمي                   | ?                      | ?                  |
|             | البنك الدولي للإنشاء والتعمير             | 13 أبريل 1967          | 28 سبتمبر 1963     |
|             | منظمة التعاون الإسلامي                    | ?                      | ?                  |
|             | منظمة حظر الأسلحة الكيميائية              | ?                      | ?                  |
|             | مؤسسة التمويل الدولية                     | 23 أبريل 1968          | 22 أكتوبر 1982     |
|             | المركز الدولي لتسوية المنازعات الاستشارية | 28 أكتوبر 1968         | 4 ديسمبر 1968      |
|             | منظمة التجارة العالمية                    | ?                      | 25 أكتوبر 1995     |
|             | منظمة الشرطة الجنائية الدولية             | 5 أكتوبر 1954          | ?                  |

## وصلات خارجية
- موقع وزارة الخارجية الإندونيسية